# 斯坦利·肖维勒
斯坦利·肖维勒（英語：Stanley Shoveller，1881年9月2日—1959年2月24日），英国男子曲棍球运动员。他曾代表英国国家队参加1908年和1920年夏季奥林匹克运动会曲棍球比赛，获得二枚金牌。